# 彭孟緝
彭孟緝（1908年9月12日—1997年12月19日），字明熙，湖北武昌人，中華民國陸軍一級上將，黃埔軍校第5期砲兵科畢業，復興社初創時籌備委員之一，屬軍統系，曾任臺灣高雄要塞司令、臺灣防衛司令、臺灣警備司令、臺灣保安司令、陸軍總司令、參謀總長、駐泰國大使、駐日本大使、總統府戰略顧問。其於高雄要塞司令任內期間爆發二二八事件，因強硬鐵腕鎮壓造成大量高雄民眾傷亡而得「高雄屠夫」一稱。

## 生平

### 早年
彭孟緝生於清光緒三十四年（1908年）八月十七日，肄業於湖北漢陽文德書院、廣州中山大學，黃埔軍校第五期砲兵科畢業後，參與蔣介石領導的國民革命軍東征、北伐；後奉派赴日本野戰砲兵學校進修，返國後任陸軍砲兵學校主任教官。

### 二戰
中國抗日戰爭期間，曾參加淞滬戰役。1938年任炮兵十团团长。参加長沙會戰，而升任陸軍總司令部中將砲兵指揮官。

### 遷臺

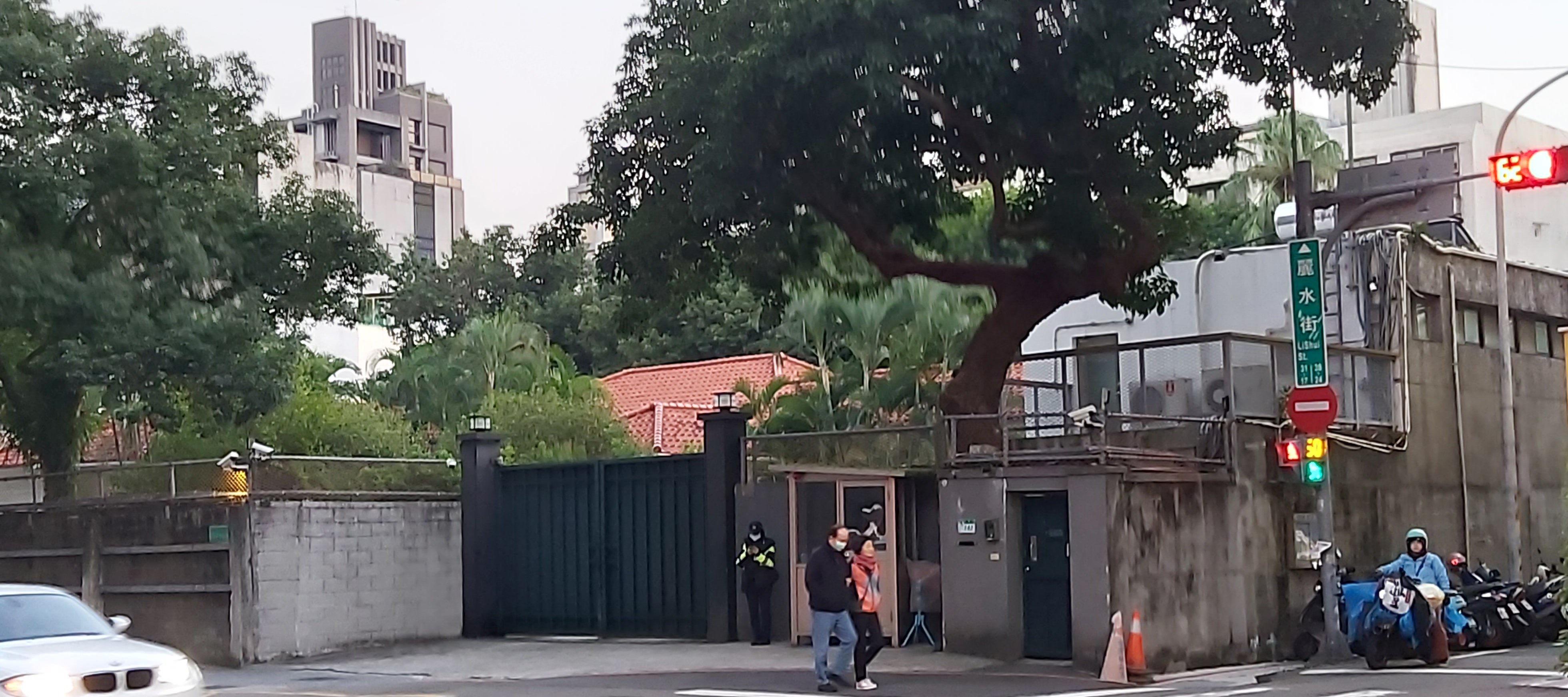
金華官邸，1947年至1994年間彭孟緝的住所，現址於2002年以後主要作為行政院院長官邸。

第二次世界大戰後，中華民國國民政府接管台灣，台灣日治時期結束。1946年，彭孟緝赴台擔任高雄要塞中將司令。二二八事件發生後，由於彭孟緝奉命平亂，深受最高當局賞識，先升任台灣全省警備總司令，之後出任台灣省保安副司令、台北衛戍司令、參謀總長等要職。
1949年，四六事件爆發，陳誠決定展開鎮壓，下令當時擔任警備副總司令的彭孟緝緝拿「主謀份子」。12月16日，任命彭孟緝、李友邦，楊肇嘉、李翼中、游彌堅、朱文伯、劉兼善、杜聰明、陳啟清、李連春、華清吉、林日高、陳尚文、陳天順、陳清汾、顏欽賢、鄒清之為台灣省政府委員；任命彭孟緝兼副司令。
中華民國政府於1949年遷往台灣後，革命實踐研究院軍官訓練團於1950年成立，彭孟緝任主任，此後並成立高級班及石牌班等訓練機構。1952年，彭孟緝擔任陽明山革命實踐研究院主任。

### 參謀總長
1954年，擢升為副參謀總長。8月，參謀總長桂永清病故，蔣中正以副參謀總長彭孟緝接代理參謀總長:78。
1957年，彭孟緝調任陸軍總司令並兼台灣防衛總司令。1959年晉升陸軍一級上將，再任參謀總長。1963年5月，蔣介石明令發表參謀總長彭孟緝連任一次:104。1965年6月，蔣明令以彭孟緝為總統府參軍長:110。

### 駐外大使
1967年，彭孟緝先後出任中華民國駐泰國及日本大使，駐日期間與日本斷交。

### 總統府戰略顧問
1972年，彭孟緝擔任戰略顧問，退休後住於台北。1997年逝世，安葬於五指山國軍示範公墓上將區。

## 二二八事件
二二八事件事件發生期間，彭孟緝擔任高雄要塞司令。當時的國民政府監察院報告表示，3月3日台北動亂蔓延及高雄，暴徒百餘人駕卡車3輛開始在市區騷動，晚8時於北野、鹽埕集合3、4千人圍攻警察局，掠劫及毆辱外省人。據彭孟緝的說法，全市7、8百外省籍公務員逃入高雄要塞避難。逃避不及者被集中禁閉於高雄中學。台灣省行政長官公署長官陳儀在3月4日指派彭孟緝擔任「台灣南部防衛司令」，指揮所有南部軍事單位，包含駐在鳳山的21師一個獨立團的輸送營及第3營。
根據彭孟緝的說法，3月5日群眾開始攻擊要塞司令部，並包圍105後方醫院，要求奪取槍械、物資，並未得逞。後因傳聞有民衆要放火燒山，準備用澆上汽油的稻草繩子燒山，要塞司令部遂派兵封鎖山下町一帶（現今的鼓山路）。高雄市市長黃仲圖、高雄市參議會議長彭清靠、苓雅區長林界及高雄中學自衛隊代表凃光明、范滄榕、曾豐明求見彭孟緝被拒。3月6日黃市長再度請求見面之後，上午9時彭孟緝在會客室接見與談代表(林界未參加與談，台電高雄辦事處主任李佛續為搶修中斷電路一起上山)，會中涂光明提出9項「和平條款」，市長黃仲圖所提的要求彭約束其巡邏隊禁止繼續射殺高雄市民遭到拒絕。談判破裂後，彭孟緝要求官兵對代表一一搜身，並逮捕范滄榕、曾豐明與凃光明三人，其餘人士則於監視下待於原處，於下午2時下令陳國儒帶領1大隊300餘人下山進攻以市參議員為主的「二二八事件處理委員會」所在的高雄市政府，同時命令21師第3營進攻高雄火車站及高雄中學。此軍隊一到達就開始掃射及丟擲手榴彈攻擊，當場有五、六十名在市府的民眾喪命。當天晚上及隔天早上，士兵再攻擊躲在愛河及地下室的民眾，讓待在市府的民眾死傷慘重。大隊於下午4時返回高雄要塞，留下第3營看守高雄市政府、高雄火車站及高雄中學。扣留人員凃光明、范滄榕、曾豐明經3月7日判決死刑，於3月9日在高雄要塞內槍決。3月12日21師抵達高雄，彭孟緝將綏靖工作移交給21師。
彭孟緝自己撰寫的二二八事變回憶，自承在大屠殺前兩天就做好了出兵部署，「堅定非用武力不足平定叛亂的信念」、第一天代表「離去以後，更加連夜細心策劃行動計畫」但是，同樣在回憶中又說是市長黃仲圖要他出兵的，連1993年接受學者賴澤涵、許雪姬訪談時（刊於《高雄市二二八相關人物訪問記錄》），都矢口否認是他主動出兵，而把責任全推給黃仲圖．然根據1947年3月5日彭孟緝發給台灣省警備總部的電文「高雄警戒部署完畢後，據高雄市長及市參議會稱高雄市區安靜，軍隊不必過問，並謂警備總部參謀長曾廣播軍隊一律移回營房等語」明確指出，黃仲圖並沒有要他出兵，反而是請軍隊不必過問．

## 評價
1946年至1947年擔任高雄要塞司令部司令，在二二八事件以及之後的「澎湖七一三事件」、「師大四六事件」、「清鄉」中，鐵腕鎮壓造成成千上萬民眾傷亡，因而得「高雄屠夫」之稱。
在國民黨內，曾任台灣省政府主席、同為蔣中正手下要員的，前中華民國陸軍總司令孫立人夫人表示蔣中正甫來台時驚魂未定，居停孫公館期間，彭孟緝每天早上提著一鍋人蔘燉土雞的補品呈獻給蔣先生享用。在蔣中正失去中國大陸江山、最落難之時，彭孟緝以高雄要塞少將司令之姿呈雞獻媚，因此人云彭孟緝乘雞飛上天。
作家江南的《蔣經國傳》曾載吳國楨視彭孟緝「獐頭鼠目」，然而因為彭孟緝有蔣經國做後盾，又有陳誠做靠山，因此彭反而爬得越快。1974年江南訪問吳國楨時，吳國禎仍重複十年前告訴江南的話「這個人獐頭鼠目，我一再告訴蔣先生，不可重用」。在孫立人事件後，彭孟緝上升至二級上將，以黃埔六期的小弟身分繼桂永清任參謀總長，江南認為此代表蔣經國勢力的上升，所以出現情報人員掌握軍事。
著名作家李敖亦曾批評彭孟緝「因為來台灣最早、主持情報機關最久，所以一手造出的冤案、假案、錯案最多」。李敖指稱彭在任駐泰大使時，就曾指派特務製造冤案，綁票華僑舒家棟來臺，導致舒家棟家破人亡、岳父母雙雙上吊自殺。
2022年美國聯邦眾議院議長裴洛西訪臺前夕，彭孟緝之子、擔任海基會董事的彭蔭剛在報紙刊登全版給裴洛西的公開信，稱她此行恐使兩岸局勢更緊張。立委王定宇對此在個人臉書批評彭蔭剛「這位台灣二二八事件的屠夫之子，附和中國恐嚇台美關係，自己請辭滾蛋吧」，引起彭蔭剛自訴控告王定宇涉及刑法312條之1項對死者公然污辱妨害名譽。2023年1月18日，臺北地方法院判決王定宇無罪。

## 爭議事件
2006年中央研究院研究員朱浤源訪問彭孟緝之子彭蔭剛，獲得他提供的8種新資料後，認為於二二八事件一部分的民國36年3月6日高雄事件歷史真相有必要修正。但在原文目的寫道「消除對外省人的誤會，為中國統一促進」以及「彭孟緝處理高雄事件未犯錯」為結論，至今仍受到爭議。
二二八事件受難者以及民間團體長期傳言，彭孟緝死後入祀於忠烈祠是對他們的傷痛，因此應該將彭氏移出忠烈祠。但中華民國國防部出面釐清，國防部發言人虞思祖少將表示，彭孟緝的家屬至今都沒有向國防部申請入祀圓山「國民革命忠烈祠」，台北、台中、高雄等地的忠烈祠，也沒有彭孟緝入祀的紀錄。

## 家庭

### 子女
- 彭蔭剛（1935年12月29日－2024年6月27日），现任臺灣中航董事長及海基會董事等。妻董小平為「中國船王」董浩雲之女、首任香港特別行政區行政長官、現中華人民共和國全國政協副主席董建華之妹
- 彭蔭川，其妻楊靄雲為第三屆中國小姐第六名
- 彭蔭宣（1936年－2012年7月29日），建築師，哈佛大學建築學研究所碩士，曾任職於貝聿銘事務所，彭蔭宣之子彭士佛为建築師

## 外部連結
- 二二八基金會︰軍方殺人檔案未曝光